# Saint-Senoch
Saint-Senoch è un comune francese di 498 abitanti situato nel dipartimento dell'Indre e Loira nella regione del Centro-Valle della Loira.

## Società

### Evoluzione demografica
Abitanti censiti